# Saint-Victor, Allier

Saint-Sornin este o comună în departamentul Allier din centrul Franței. În 1 ianuarie 2022 avea o populație de 2.078 de locuitori.